# Kyselina fumarová
Kyselina fumarová (kyselina trans-butendiová) je organická bílá krystalická látka bez zápachu, s ovocnou chutí, špatně rozpustná ve vodě. Je jedním ze dvou izomerů nenasycené dikarboxylové kyseliny se vzorcem HOOC−CH=CH−COOH. Druhým izomerem je kyselina maleinová. Soli a estery kyseliny fumarové se nazývají fumaráty.
Její název pochází z rostliny Fumaria (z latinského fumus terrae, česky zemědým), která ji obsahuje. Je to rod jednoletých krytosemenných rostlin, vyskytujících se asi v 60 druzích po celém světě. Některé druhy se používají jako léčivé byliny v medicíně. například Fumaria indica má protizánětlivé a analgetické účinky.
Kyselina fumarová není toxická, ale vysoké dávky mohou být po dlouhodobém užívání toxické pro ledviny. Čistá kyselina fumarová má dráždivé účinky a může způsobit podráždění očí.
V roce 1937 obdržel Albert Szent-Györgyi Nobelovu cenu za medicínu mimo jiné za svou biochemickou práci na kyselině fumarové.

## Výskyt
Kyselina fumarová je v přírodě široce rozšířena, neboť se vyskytuje prakticky ve všech rostlinných i živočišných organismech. Účastní se mnoha metabolických cest při metabolismu živých organismů:
- je součástí citrátového cyklu, vzniká ze sukcinátu pomocí sukcinátdehydrogenázy a na malát se mění pomocí fumarázy
- je produktem močovinového cyklu, kde vzniká jako fumarát štěpením kyseliny argininjantarové
- při biosyntéze purinových nukleotidů (z aspartátu)
- při metabolismu nukleotidů, vznik adenosinmonofosfátu z inosinmonofosfátu
- při hydrolytické degradaci aminokyselin, jako je fenylalanin nebo tyrosin
- při deaminací kyseliny asparagové

## Výroba
Kyselina fumarová byla nejprve připravena z kyseliny jantarové. V současné době je průmyslová syntéza kyseliny fumarové většinou založena na izomerizaci kyseliny maleinové ve vodných roztocích při nízkém pH, zahřátím na více než 150 °C, UV zářením nebo katalyticky ve vodném roztoku.
Vyrábí se z kvasinek bramborové moučky nebo z kukuřičného škrobu, neboť tyto látky obsahují kyselinu maleinovou.

## Využití

### Potravinářství

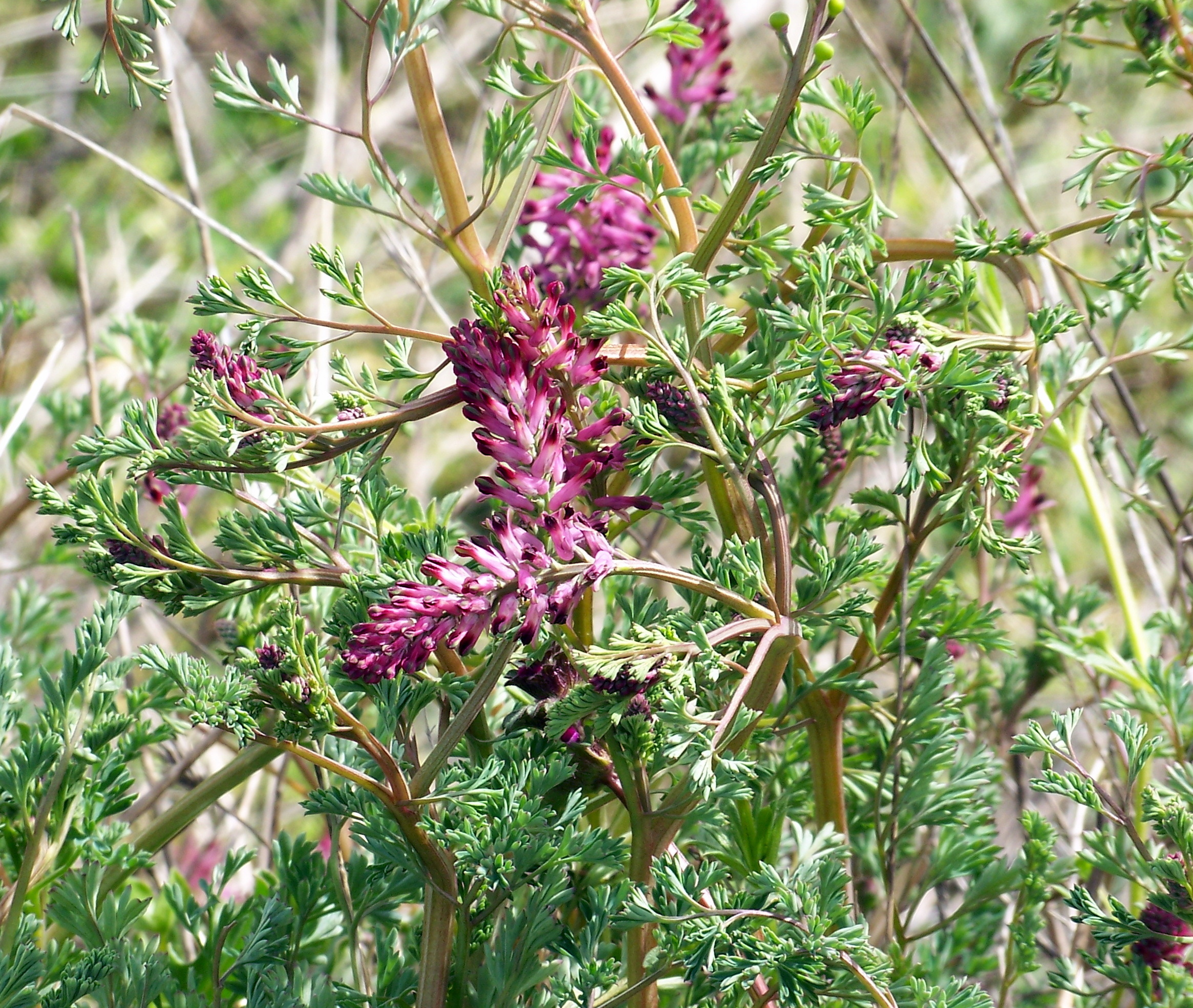
Rostlina Fumaria, česky zemědým, podle níž se nazývá kyselina fumarová

Kyselina fumarová má kyselé, konzervační, chelatační a antioxidační vlastnosti. Uplatňuje se proto jako regulátor kyselosti, ochucovadlo nebo antioxidant. Je to schválená potravinářská přídatná látka s číslem E297. Jako ochucovadlo nebo regulátor kyselosti nápojů se přidává do džusů s jablečnou, broskvovou a vanilkovou příchutí, do pečených výrobků a dezertů se želatinou. Jako antioxidant zabraňuje žluknutí některých sypkých směsí, ovocných náplní, uzenin, sušeného mléka, slaných brambůrků a ořechů. V České republice může být přidávána do náplní a sladkých omáček, cukrářských výrobků na bázi cukru, ovocných želatinových dezertů, instantních čajů a žvýkaček.

### Medicína
Kyselina fumarová se používá jako pomocná látka v léčivých přípravcích. Již v roce 1950 byla kyselina fumarová využita k léčbě autoimunitního stavu psoriázy. V současnosti se estery (dimethylfumarát a diroximelfumarát) používají k léčbě svrabu a roztroušené sklerózy.

### Další použití
Kyselina fumarová se používá při výrobě polyesterových pryskyřic a polyhydroxyalkanoátů a jako mořidlo pro barviva.
Používá se i do krmiva jehňat, která pak během trávení produkují až o 70 % méně methanu.